# (33280) 1998 HT120
1998 HT120 (asteroide 33280) é um asteroide da cintura principal. Possui uma excentricidade de 0.05504130 e uma inclinação de 11.75905º.
Este asteroide foi descoberto no dia 23 de abril de 1998 por LINEAR em Socorro.